# Мельников, Виктор Семёнович
Виктор Семёнович Мельников (13.02.1911, Иркутск — 11.06.1965, Москва) — советский учёный в области радиоприемных устройств, доктор технических наук, лауреат Сталинской премии (1950).
Родился 13 февраля 1911 года в семье профессионального революционера, сосланного в Иркутск (в 1919 г. расстрелян во время колчаковского мятежа).
В 1930 году окончил среднюю школу в Улан-Удэ и некоторое время работал в этом городе радиомонтером в конторе связи. В 1931—1937 годах — студент Московского института инженеров связи (МИИС), после его окончания оставлен в аспирантуре на кафедре радиоприемных устройств, там же работал ассистентом.
В 1938 году перешёл в Центральный научно-исследовательский институт связи (ЦНИИС), где возглавил лабораторию радиоприемных устройств.
В 1949 г. вместе со своей лабораторией перешёл в новый институт НИИ-100 (с 1964 г. НИИ радио). С 1961 года главный конструктор лаборатории по созданию новых систем радиосвязи на ультракоротких волнах (УКВ) с использованием механизмов ионосферного и метеорного рассеяния радиоволн.
Начиная с 1958 года, опубликовал цикл работ, в которых развил теорию потенциальной помехоустойчивости, созданную академиком В. А. Котельниковым, рассмотрев ряд задач радиоприема сигналов в каналах связи с замираниями, обусловленными многолучевым характером распространения радиоволн.
На основании этих работ подготовил доклад «Вопросы теории помехоустойчивости телеграфных сигналов», который представил на соискание ученой степени доктора технических наук и защитил в 1962 году.
С 1939 года по совместительству работал на кафедре радиоприемных устройств Московского института инженеров связи, с 1956 г. доцент.
Скоропостижно умер 11 июня 1965 года.
Сталинская премия 1950 — за разработку и внедрение новых высокоэффективных способов радиосвязи.
Награждён медалями «За трудовое отличие» (1951) и «За трудовую доблесть» (1954).
Сочинения:
- Радиоприемные устройства [Текст] / Н. И. Чистяков, В. М. Сидоров, В. С. Мельников ; Под общ. ред. Н. И. Чистякова. — Москва : Связьиздат, 1958. — 896 с. : ил.; 23 см.
- Радиоприемни устройства [Текст] / Н. И. Чистяков, В. М. Сидоров, В. С. Мелников ; Под общ. ред. на Н. И. Чистяков ; Прев. от рус. инж. С. Пецулев и инж. Юл. Маринов. — София : Техника, 1960. — 859 с. : ил.; 23 см.
- Частотное радиотелеграфирование [Текст] / лауреат Сталинской премии В. С. Мельников. — Москва : Связьиздат, 1952. — 44 с. : черт.; 22 см. — (Лекции по технике связи / М-во связи СССР. Техн. отд.).